# Condado de Cea
El condado de Cea fue un territorio del Reino de León que fue gobernado por:

## Listado de Condes de Cea
1. Bermudo Núñez[1]
2. Fernando Bermúdez, hijo del anterior.[2]
3. Pedro Fernández de Cea (muerto hacia 1028), hijo del anterior, el tercer conde de Cea. Con él se extingue la línea masculina directa de los condes de Cea.[3]
4. Desde 1030 aparece el rey Sancho Garcés III de Pamplona gobernando en el condado de Cea:
 Regnante Sanctio in Ceia et rege Ueremudo in Legion.
 El territorio de Cea estaba bajo su influencia debido a que su madre, Jimena Fernández era hija de Fernando Bermúdez.[4][5]
5. Munio Fernández[6]
6. Munio Muñiz (1030-1097), conde de Cea después del 1040.[cita requerida]